# Nicat Şıxəlizadə
Nicat Şıxəlizadə, también escrito como Nijat Shikhalizade (Sharur, URSS, 12 de octubre de 1988), es un deportista azerbaiyano que compite en judo. Ganó una medalla de bronce en el Campeonato Mundial de Judo, en la categoría de –60 kg, y una medalla de bronce en el Campeonato Europeo de Judo de 2017, en la categoría de –66 kg.

## Palmarés internacional
| Campeonato Mundial | Campeonato Mundial | Campeonato Mundial | Campeonato Mundial |
| Año                | Lugar              | Medalla            | Categoría          |
| ------------------ | ------------------ | ------------------ | ------------------ |
| 2005               | El Cairo (Egipto)  | Medalla de bronce  | –60 kg             |
| Campeonato Europeo |                    |                    |                    |
| Año                | Lugar              | Medalla            | Categoría          |
| 2017               | Varsovia (Polonia) | Medalla de bronce  | –66 kg             |